# Eixample de Barcelona
L'Eixample és un dels deu districtes de la ciutat de Barcelona. Comprèn un territori de 7,48 km², on viuen 269.185 habitants (segons el padró del 2009), fet que el converteix en el districte més poblat de la ciutat. Inclou els barris de la Dreta de l'Eixample, l'Esquerra de l'Eixample (Antiga i Nova Esquerra de l'Eixample), Sant Antoni, la Sagrada Família i el Fort Pienc. Limita al nord amb els districtes de Sants-Montjuïc, les Corts, Sarrià-Sant Gervasi, Gràcia i Horta-Guinardó; al sud amb els de Ciutat Vella i Sant Martí; a l'est amb el de Sant Martí; i a l'oest amb el de Sants-Montjuïc.

## Configuració
L'Eixample es compon d'aquell territori que històricament constituïa l'extrem septentrional del terme de Barcelona, sector desert i fora muralla; i, també, de sectors presos a les Corts (al nord-oest), a Gràcia (al nord) i a Sant Martí de Provençals (a l'est). Malgrat aquesta heterogeneïtat d'origen, l'Eixample constitueix una unitat estructural des del punt de vista urbanístic.

## El corònim
El mot eixample és un derivat no genuí del mot castellà ensanche, que seguint les regles de formació del català hauria de ser traduït com «eixamplada» o «eixamplament», tal com sosté Gabriel Bibiloni. Malgrat aquesta constatació, el mot capitalitzat Eixample és el de referència per denominar l'extensió planificada per Ildefons Cerdà al segle xix, no només a la literatura especialitzada i als mitjans audiovisuals, sinó també de manera oficial per l'Ajuntament de Barcelona, i en aquest sentit es pot considerar part de la llengua. Ha influït en la denominació d'altres extensions urbanes similars arreu dels països de parla catalana.
Josep Pla en diu eixamplis en diversos dels seus articles de principis del segle XX.

## Panoràmica històrica
L'Eixample sorgí a partir de 1860, de forma planificada, després de l'enderrocament de les muralles (1854-1856) i l'expansió de la ciutat. Inicialment, l'Eixample es va construir seguint el Pla Cerdà. L'enginyer Ildefons Cerdà va dissenyar un barri amb un traçat de carrers quadriculat, amb illes octogonals de cantonades truncades i amb amplis espais per vianants i jardins interiors. En la pràctica, el projecte original de Cerdà es va modificar substancialment.
Víctor Balaguer i Cirera va encarregar-se l'any 1864 de fer el projecte de nomenclatura pels carrers de l'Eixample amb noms dedicats als territoris de la Corona d'Aragó (Aragó, València, Mallorca, Rosselló, Còrsega, Sardenya, Sicília, Nàpols…), a les institucions Catalanes (les Corts Catalanes, la Diputació, el Consell de Cent) o a personatges clau (Pau Claris, Roger de Llúria, Roger de Flor…) que va ser adoptat en bona part, però amb modificacions i canvis de localització que en van trencar la lògica urbana. Per exemple, els carrers amb els noms dels territoris van acabar separats en dos blocs. Posteriorment, durant la dictadura franquista, alguns d'aquests noms van ser desfigurats, i no van ser recuperats fins a la democràcia. Alguns d'ells, però, van acabar perdent el seu sentit inicial, com el Carrer del Compromís de Casp, que es va quedar com a Carrer de Casp.

## Panoràmica urbanístico-arquitectònica
L'Eixample presenta gran riquesa arquitectònica, incloent-hi obres mestres del Modernisme com la Pedrera, la Casa de les Punxes, l'Hospital de Sant Pau i la Sagrada Família, entre tantes d'altres. Hi destaca el Quadrat d'Or, que és la zona situada al voltant del Passeig de Gràcia i delimitada pels carrer d'Aribau i el Passeig de Sant Joan per una banda, i les Rondes de Sant Pere i de la Universitat i la Diagonal per una altra, la qual té forma de quadrat i acull un ric patrimoni arquitectònic, sobretot de l'etapa modernista.
Inclou, també, les places de la Universitat, de Catalunya i d'Urquinaona; artèries urbanes centrals com el Passeig de Gràcia, la Rambla de Catalunya i les rondes de Sant Pere, Sant Antoni, Sant Pau i de la Universitat; carrers notables com els d'Urgell, d'Aragó i de Balmes, així com amplis sectors de la Diagonal i de la Granvia; equipaments com l'Escola Industrial, el Mercat de Sant Antoni i la Universitat de Barcelona; etc.

## Orientar-se a l'Eixample
A l’Eixample, encara que també en altres districtes que segueixen el mateix patró ortogonal, com Sant Martí, la manera tradicional d’orientar-se es basa en una divisió geogràfica simplificada en quatre punts de referència relacionats amb els límits naturals de la ciutat: mar, muntanya, Besòs i Llobregat. Aquesta orientació substitueix sovint els punts cardinals clàssics, fent més intuïtiva la ubicació dins la trama urbana o el sentit del trànsit. A tall d'exemple, la Casa Milà se situa a la cantonada de muntanya de la cruïlla de Passeig de Gràcia i Provença, el trànsit del carrer Balmes va en sentit mar i el del carrer Aragó ho fa en sentit Llobregat.

## Divisió administrativa

Els barris del districte de l'Eixample

Administrativament, l'Eixample es divideix en els següents barris:
| Codi | Nom del barri                   | Població (2009) | Superfície (ha) | Densitat (hab/ha) |
| ---- | ------------------------------- | --------------- | --------------- | ----------------- |
| 05   | Fort Pienc                      | 33.202          | 92,9            | 357,4             |
| 06   | Sagrada Família                 | 52.890          | 105,1           | 503,2             |
| 07   | Dreta de l'Eixample             | 43.609          | 212,3           | 205,4             |
| 08   | L'Antiga Esquerra de l'Eixample | 42.183          | 123,5           | 341,7             |
| 09   | La Nova Esquerra de l'Eixample  | 58.559          | 133,8           | 437,8             |
| 10   | Sant Antoni                     | 38.742          | 80,1            | 483,7             |
| II   | Eixample                        | 269.185         | 747,7           | 360,0             |